# ディズニー・ハロウィーン
- ディズニーパーク > 東京ディズニーリゾート
  - 東京ディズニーランド > 東京ディズニーランドのスペシャルイベントの一覧 > ディズニー・ハロウィーン
  - 東京ディズニーシー > 東京ディズニーシーのスペシャルイベントの一覧 > ディズニー・ハロウィーン

ディズニー・ハロウィーン (Disney's Halloween) は1997年から東京ディズニーランドで、また2008年からは東京ディズニーシーでも開催されている秋のスペシャルイベント。
ハロウィンイベントのため、9月上旬から10月31日にかけて行われることが多い。また、イベント名は「ディズニー・ハロウィーン」だが、イベントのロゴなどにはその年の年号がついたものが用いられる（「Disney's Halloween 2006」など）。
なお、東京ディズニーシーで同名のイベントが正式に行われるのは2009年からである。

## 概要
1997年に始まった東京ディズニーランドでハロウィンイベントは、同年に初開催された川崎市の仮装パレードと共に日本のハロウィンブームの先駆けと言える。
『ディズニー・ハロウィーン』がスタートした1997年から1999年まではイベントのタイトルが『ディズニー・ハッピー・ハロウィーン』となっており、開催も10月31日のみだった。また、本格的に「クリスマス・ファンタジー」のようなスペシャルイベントとなったのは2000年代に入ってからで、それまではゲストとキャストがパレードルートを歩くといった程度の規模であった。そこから年を重ねるにつれイベントの規模が拡大しており、現在では9月初旬から始まる、東京ディズニーリゾートの代表的なスペシャルイベントの一つとなっている。
2002年より、ゲストがディズニーキャラクターに仮装できる日があり、その日は様々なゲストがそれぞれ趣向を凝らした仮装姿で入園できる。だが、誰でも仮装できるため、ディズニーキャラクターとは無関係な仮装をしたり仮装が原因で様々な事故や事件などが行われるようになってしまうなど、ルール違反をする人が多くなってしまった。そのため、年々仮装のルールが厳しくなってきている。さらに2005年にはこうしたトラブルを少なくするため、全身仮装（フル仮装）可能期間以外でもカチューシャやキャラクターミットなどによる「ちょこっと仮装」（ワンポイント仮装）が可能となった。
東京ディズニーシーでは2008年にディズニー・ア・ラ・カルトの一環でハロウィンイベントを実施し、2009年から正式なイベントとなる。

## 仮装対象
東京ディズニーリゾート公式サイトにて、期間限定で仮装一覧が公開される。
仮装対象は、東京ディズニーリゾート両パークに設置されているアトラクション（東京ディズニーランドのアトラクションの一覧及び東京ディズニーシーのアトラクションの一覧）に登場するキャラクターへの仮装、パーク内やディズニーホテルなどで行われる歴代のエンターテイメントプログラムに出演するダンサーや出演者への仮装、ウォルト・ディズニー・カンパニーの子会社のウォルト・ディズニー・スタジオが所有、製作、配給している作品内のキャラクターのみである。
フェイスペイントや顔全体が隠れる仮装、金属類の持ち物や長い棒のような小道具の所持、キャラクターのイメージを損なう仮装、他のゲストが不快に感じる仮装、迷惑、マナーに沿わない仮装は禁止されている。
また、東京ディズニーリゾートの各キャストへの仮装もゲストとの区別がつかなくなるため禁止されている。
- ディズニー・エンターテインメント
  - ウォルト・ディズニー・ピクチャーズ（ディズニー作品一覧）
  - ウォルト・ディズニー・アニメーション・スタジオ（ディズニーの長編アニメーション映画の一覧またはディズニーの短編映画の一覧）
  - ウォルト・ディズニー・スタジオ・モーション・ピクチャー・プロダクション
  - マーベル・スタジオ（スパイダーマンのみ禁止）
    - マーベル・シネマティック・ユニバース - 2009年、ディズニーによるマーベル・エンターテインメント買収後も東京ディズニーリゾートにおいて、マーベルの仮装は長年禁止であったが、13年後の2022年より突如解禁された[2]。

  - ピクサー・アニメーション・スタジオ
  - 20世紀スタジオ（一部のみ）
  - ディズニー・シアトリカル・グループ
  - タッチストーン・ピクチャーズ（2016年にスタジオは解散した）
    - ロジャー・ラビット

  - ルーカスフィルム
    - スター・ウォーズシリーズ
    - インディ・ジョーンズ シリーズ

  - ディズニー・ストリーミング・サービス
    - Disney+（以前はディズニーデラックスとして運営されていた）
      - Disney+ オリジナル番組の一覧
      - Disney+ オリジナル映画の一覧

  - ウォルト・ディズニー・テレビジョン
    - ディズニー・チャンネル（ディズニー・チャンネル放送番組または過去にディズニー・チャンネルで放送された番組）
    - ディズニーXD（ディズニーXD放送番組一覧または過去にディズニーXDで放送された番組）
    - ディズニージュニア
    - ディズニースピンオフアニメ一覧
    - ディズニー・ブランデッド・テレビジョン
      - ディズニー・テレビジョン・スタジオ
      - ディズニー・テレビジョン・アニメーション（ディズニースピンオフアニメ一覧）
- ディズニー・エクスペリエンス
  - ザ・マペッツ・スタジオ
  - ディズニー・インタラクティブ（ディズニーのコンピュータゲーム作品の一覧）
- アニプレックス（ソニーグループ株式会社とウォルト・ディズニー・ジャパンによる配信）
  - ディズニー ツイステッドワンダーランド[3]
- スクウェア・エニックス
  - キングダム ハーツ シリーズ

## 各年の内容

### 1997年
「ディズニー・ハッピー・ハロウィーン」が10月31日にのみ開催された。

#### ハッピーハロウィーン・パンプキンパレード
事前応募での抽選で当選したゲストのみ、仮装をして大きなミッキーカボチャと共にショーベース2000からトゥーンタウンまで、パレードをした。

#### その他
パレード終了後、カボチャがフォトロケーションとなった。また、トゥーンタウンにパンプキンバッグを持ったキャストが登場。

### 1998年
「15thアニバーサリー ディズニー・ハッピー・ハロウィーン」が10月31日にのみ開催された。

### 1999年
「ディズニー・ハッピー・ハロウィーン」が10月15日から10月31日に開催された。
- Happy Halloween Twilight Parade - 400名の仮装ゲストとディズニーキャラクターがパレードを行った。

### 2000年
10月1日から10月31日の期間で「ディズニー・ハロウィーン」が開催された。この年から、ディズニー・ハロウィーン・パレードが開催される。

### 2001年
10月1日から10月31日の期間で「ディズニー・ハロウィーン」が開催された。

#### エンターテイメント
ディズニー・ハロウィーン・パレード
ゲストはかぼちゃ畑のかかし達にダンスを教わり、かぼちゃフロートがやってくるとミッキーの合図とともにパレードがスタート。ゲストともにパレードルートを通ってトゥーンタウンまで向かう。
その他
サックス・ファイブ、フロンティア・ポッシー・バンドがウエスタンランドでハロウィーンバージョンとして公演。

#### デコレーション
ウエスタンランドにハロウィーンの飾りつけがされる。

### 2002年
10月1日から10月31日の期間で「ディズニー・ハロウィーン」が開催された。パーク内での大人の仮装は、10月31日のみ可能だった。

#### ディズニー・ハロウィーン・パレード
2002年10月1日のパレードには、ホンジャマカの石塚英彦と爆笑問題の田中裕二が特別参加した。これは、この年に日本公開されたモンスターズ・インクのキャラクター、サリーとマイクの吹き替えで二人が参加していること、サリーとマイクが東京ディズニーランドに初登場であったため。
ただし、当日の関東地方はお昼から夕方にかけて台風直撃となっており、雨天版パレードでの開催となった。

### 2003年
9月20日から10月31日の期間で「ディズニー・ハロウィーン」が開催された。
期間中の全日、パーク内での大人の仮装が許可されていた。

#### ディズニー・ハロウィーン・パレード (2003)
ディズニー・ハロウィーン・パレード (Disney's Halloween Parade) は『ディズニー・ハロウィーン』期間中に行われたスペシャルパレード。

### 2004年
9月15日から10月31日の期間で「ディズニー・ハロウィーン」が開催された。
2003年に引き続き、期間中の全日、パーク内での大人の仮装が許可されていた。

#### ディズニー・ハロウィーン・パレード (2004)
ディズニー・ハロウィーン・パレード (Disney's Halloween Parade) は『ディズニー・ハロウィーン』期間中に行われたスペシャルパレード。

### 2005年
2005年は9月12日 - 10月31日にかけて行われた。これまでは（全日仮装OKだった2003年を除き）10月31日のみが仮装対象日だったが、この年から仮装対象日が3日間に増えた。

#### ディズニー・ハロウィーン・パレード (2005)
ディズニー・ハロウィーン・パレード (Disney's Halloween Parade) は『ディズニー・ハロウィーン』期間中に行われたスペシャルパレード。

#### ゴーストラジオ・ライブ!
トゥモローランド・テラス特設ステージで開催されたライヴステージ。
- 登場人物
  - DJジャック
  - ダンサー（マキシーンとキーラ）
  - コッツガイズ
    - コッツボーン
    - チップとデール

  - その場で選ばれたゲストカップル

#### スーパードゥーパー・ジャンピンタイム ハロウィーンバージョン
プラザパビリオン・バンドスタンドで開催されているスーパードゥーパー・ジャンピンタイムの終盤にハロウィーンパレードなどで行われているダンスを踊る。

### 2006年
2006年は9月12日 - 10月31日にかけて行われる。1997年にイベントが始まって以来初めてキャッスルショーが開催される。
今年、ディズニーキャラクターが変装したものは以下の通り。
- ミッキーマウス - 海賊
- ミニーマウス - ウィッチ
- プルート - 海賊
- ドナルドダック - バンパイア
- デイジーダック - デビル
- グーフィー - ドン・キホーテ
- チップとデール - カボチャのランタン

#### ディズニー・ハロウィーン・パレード "スクリーム&シャウト"
ディズニー・ハロウィーン・パレード "スクリーム&シャウト" (Disney's Halloween Parade "Scream & Shout") は、ハロウィーンイベントの期間中に1日3回行われるパレード。ミッキーマウスやミニーマウスなどのディズニーキャラクターが骸骨や海賊に変装し、それぞれ変装したキャラクターのテーマを模したフロート（ミッキーは海賊に扮しており、海賊船を模したフロートに乗っている）に乗ってくる。Dispatch1（「ホーンテッドマンション」横）から出発し、ファンタジーランド - ウエスタンランド、プラザ、トゥモローランド - トゥーンタウンでそれぞれ停止しショーモードを行い、Dispatch2（「ギャグファクトリー/ファイブ・アンド・ダイム」横）へと退出する。
ショーモードではこれまでのハロウィーンパレードのようにゲストがパレードルートへ出てダンスをするようなものではなく、パレードを観覧しているその場で立って踊ったりする。内容はダンスとスクリーム（叫び）を交互に繰り返す。パレードの進行方向左側が「パンプキンチーム」、右側が「ゴーストチーム」となり、スクリーム合戦を行う。

#### クーキースプーキー・ハロウィーンナイト
クーキースプーキー・ハロウィーンナイト (Kooky Spooky Halloween Night) はハロウィーンイベントの開催期間中に1日2回行われるキャッスルショー。2回とも夜に行われ、ライトアップなどが行われる。キャッスルショーの開催はハロウィーンイベント史上初となる。ストーリーは「ハロウィーンパーティーを行っていたディズニーキャラクターたちのところにマレフィセント率いるヴィランズ軍団が乱入!果たしてヴィランズに勝利することが出来るのか!?」というもの。
ショーは、これまでのキャッスルショーのようなシンデレラ城前にステージを作りそこで公演するものではなく、「ディズニー・ハロウィーン・パレード"スクリーム&シャウト"」で使われているフロートが登場し城前に停止。そこでショーを行うというものである。パレードで使われている8台のフロートのうち、スケルトンフロート、パンプキンフロート、パイレーツフロート、ドン・キホーテフロート、デビル・プレイグラウンドフロートの5台が使用される。
ショー開始時刻にフロートはファンタジーランドをスタートするが、城の前に来るまでは多少時間がかかる。その間、城の前にはMC（ロックスター）とダンサー（ロックダンサー）が登場し、ショー中に行われる振り付けなどを解説する。このMCの声は生声なのでアドリブが入ることがある。その後、デビル・プレイグラウンドフロートを除く4台にミニーマウス、プルート、グーフィー、ドナルドダック、チップ&デール、スティッチが乗ってやってくる。その後デビル・プレイグラウンドフロートに数々のディズニーヴィランズを乗せてやってくる（東京ディズニーシーがオープンしてから、映画『アラジン』に登場するキャラクターなどシーに現れるキャラクターはランドには登場させないということになっていたが、今回はジャファーが登場するなど例外がある）。
ミッキーマウスは途中から登場するものの、10月中旬までとそれ以降では違いがある。10月中旬まではまずシンデレラ城のバルコニーに現れ、その後パイレーツフロートに再度登場という形だったが、10月中旬以降はシンデレラ城のバルコニーには現れず、登場シーンの最初からパイレーツフロートに現れるようになった。

#### スーパードゥーパー・ジャンピンタイム ハロウィーンバージョン (2006)
2005年とほぼ同内容であった。

### 2007年

#### ディズニー・ハロウィーン・ハッピー・ホーンテッド・パレード
名前のとおり、ホーンテッドマンションをモチーフにしたフロートが登場した。フロートは全て新規作製された。キャラクターもそれぞれ、ホーンテッドマンションのキャストと似たような衣装やお化けに扮していたりと、ホーンテッドマンションが飛び出してきたようなパレードである。

#### ホーンテッド・ロッキン・ストリート
昼のパレードの夜バージョンのようなもの。曲は2004、2005、2006年などに使用されたパレードの曲をロック調にアレンジした。ゲストはパレードルート（プラザにてショーモード）にでてきて踊りながらプラザを何周かするというもの。キャラクターはみなフロートの高いところにいて降りてはこない。また、キャラクターは、ドラム、エレキギター、オルガンなど何かしら楽器を担当しており、その楽器を弾いている。

#### スーパードゥーパー・ジャンピンタイム ハロウィーンバージョン (2007)
2005年とほぼ同内容であった。

### 2008年
2008年9月12日 - 10月31日

#### 東京ディズニーランド

##### ディズニー・ハロウィーン・パレード “レッツ・ゴー・ヴィランズ!”
『ディズニー・ハロウィーン・パレード “レッツ・ゴー・ヴィランズ!”』(Disney's Halloween Parade Let's Go, Villans!) は、2008年9月12日から10月31日まで東京ディズニーランドで開催されていたスペシャルイベント「ディズニー・ハロウィーン」のエンターテイメント。ハロウィーンパーティーを楽しむミッキーとディズニーの仲間たちがディズニー映画などのテーマに仮装をして登場する 愉快な昼のハロウィーン・パレードであった。
DATA
- 公演期間：2008年9月12日 - 10月31日
- 公演場所：パレードルート
- 公演時間：約--
- 公演回数：1日2回

登場キャラクター
- ミニーマウス、マリー、クラリス - ウィックド・ウィッチ （白雪姫）
- ドナルドダック - ジャファー （アラジン）
- - クイーン・オブ・ハート （ふしぎの国のアリス） ※フロートは無く、徒歩で移動。またヴィランズに対応するキャラクターもいない。
- デイジーダック - クルエラ・ド・ヴィル （101匹わんちゃん）
- ミッキーマウス - マレフィセント （眠れる森の美女）
- スティッチ、リロ - フック船長 （ピーター・パン）
- チップとデール、プルート、グーフィー - フロロー判事 （ノートルダムの鐘）、ハデス （ヘラクレス）

##### ディズニー・ハロウィーン・パレード“バンザイ!ヴィランズ!”
『ディズニー・ハロウィーン・パレード“バンザイ!ヴィランズ!”』(Disney's Halloween Parade Banzai! Villans!) は、2008年9月12日から10月31日まで東京ディズニーランドで開催されているスペシャルイベント「ディズニー・ハロウィーン」のエンターテイメント。妖しい光を放つフロートに乗って、ディズニー作品の悪役たちが登場。そこに、ミッキーマウスとディズニーの仲間たちが現れ、楽しいハロウィーンパーティーを取り戻すため、ゲストと共に悪役たちに立ち向かう ちょっぴり怖い夜のハロウィーン・パレードであった。
DATA
- 公演期間：2008年9月12日 - 10月31日
- 公演場所：パレードルート
- 公演時間：約--
- 公演回数：1日1回

登場キャラクター
- ウィックド・ウィッチ （白雪姫） - ミニーマウス
- ジャファー （アラジン）- ドナルドダック
- クルエラ・ド・ヴィル （101匹わんちゃん） - デイジーダック
- マレフィセント （眠れる森の美女） - ミッキーマウス
- フック船長 （ピーター・パン） - スティッチ、リロ
- フロロー判事 （ノートルダムの鐘）、ハデス （ヘラクレス） - プルート、グーフィー

##### スーパードゥーパー・ジャンピンタイム ハロウィーンバージョン (2008)
2005年とほぼ同内容であった。

#### 東京ディズニーシー

##### ケープコッド・ハロウィーンのフェスティバル
東京ディズニーシーのスペシャルイベント「ディズニー・ア・ラ・カルト」の一環として開催されたイベント。
ケープコッドでハロウィンのデコレーションが行われ、ダッフィーもハロウィンのコスチュームでグリーティングを行った。また、ケープコット特設ステージで行われていたケープコット・ステップアウトのアトモスフィアではハロウィンに関連する童謡が演奏されたり、オレンジ色のスカーフなどが衣装に追加されている。

### 2009年
2009年より東京ディズニーシー(TDS))でも開催され、リゾート全体での開催となった。

#### パークワイド
両パーク共通の演目として、花火が特別演目として実施された。

#### 東京ディズニーランド

##### ディズニー・ハロウィーン・パレード“リ・ヴィランズ!”
ハロウィーンパーティーを楽しむために仮装した、ミッキーマウスとディズニーの仲間たち。そこにパーティーを乗っ取ろうと企むヴィランズが登場し、暴れ出してしまう。ディズニーの仲間たちは楽しいハロウィーンを取り戻そうと、ゲストと力を合わせて立ち向かっていく。内容的には2008年のバージョンアップ版で、ヴィランズに新たにアースラが加わり、前年は徒歩だったクイーン・オブ・ハートにもフロートが用意されている。また、メインテーマと一部キャラの衣装も変更された。
具体的な例として、2008年にマレフィセントにはミッキーマウスが対応していたが、2009年はミッキーマウスがアースラを担当するためドナルドダックがマレフィセントを担当することなどがあげられる。
DATA
- 公演期間:2009年9月10日 - 11月3日
- 公演場所:パレードルート
- 公演回数:2回
- 公演時間:約45分

登場キャラクター
パレードの並び順
- ミニーマウス、サンパー、ミス・バニー - ウィックド・ウィッチ （白雪姫）
- マリー、クラリス - クイーン・オブ・ハート （ふしぎの国のアリス）
- ドナルドダック - マレフィセント （眠れる森の美女）
- スティッチ、リロ - フック船長 （ピーター・パン）
- ミッキーマウス - アースラ （リトル・マーメイド）
- プルート、グーフィー - ジャファー （アラジン）
- デイジーダック - クルエラ・ド・ヴィル （101匹わんちゃん）
- チップとデール - フロロー判事 （ノートルダムの鐘）、ハデス （ヘラクレス）

##### ディズニー・ハロウィーン・パレード“バンザイ!ヴィランズ!”(2009)
夜のパークにやってきてパーティーを乗っ取ったヴィランズが、自分たちのためのパーティーをはじめようとするときに、ミッキーとディズニーの仲間たちが楽しいハロウィーンパーティーを取り戻すために、ゲストと共にヴィランズに立ち向かう。新フロートが加わりヴィランズのセリフが変更された、フロートの登場順や対応するキャラクターが変更された以外は、前年度とほぼ同じ内容である。
DATA
- 公演期間:2009年9月10日 - 11月3日
- 公演場所:パレードルート
- 公演回数:2回
- 公演時間:約45分

登場キャラクター
パレードの並び順
- ウィックド・ウィッチ - ミニーマウス
- クイーン・オブ・ハート - マリー、クラリス
- マレフィセント - ドナルドダック
- フック船長 - スティッチ、リロ
- アースラ - ミッキーマウス
- ジャファー - グーフィー
- クルエラ・ド・ヴィル - デイジーダック
- フロロー判事、ハデス - チップとデール

##### スーパードゥーパー・ジャンピンタイム ハロウィーン・バージョン (2009)
内容の一部をハロウィーンバージョンにして公演。

#### 東京ディズニーシー
メインコンセプトは「異国情緒あふれる華やかなハロウィーン」。キャッチコピーは「はじめまして。東京ディズニーシーのハロウィーン。」
TDSでは、ヴェネツィアマスクをつけたキャストが園内を行きかう。キャンディー・ウィッチもアメリカンウォーターフロント周辺を中心に実施される。

##### ミステリアス・マスカレード
ニューヨーク市保存協会が主催するハロウィーン・パーティ、コンセプトは異国情緒溢れる仮面舞踏会。ハリソン・ハイタワー三世が世界中から略奪してきた美術品、ハイタワー・コレクションをホテルハイタワーの倉庫から選び出し、展示を行う。
その美術品には、ハイタワー三世の失踪を含めて、いろいろといわく付きのものもあり、見るのは良いが触らないようにと注意がされる。ハロウィーン・パーティが始まるが、ドナルドダックが美術品の1つに手を触れたことで、異変が起き、ゴーストたちが現れ、ドナルドダック、デイジーダック、グーフィー、チップとデール、ミニーマウスらは次々と姿を消し、ゴーストたちの仲間にされてしまう。
残されたミッキーマウスは、仲間をどうやって助け出せばいいのか悩んでいたが、ゴーストたちの目的が1夜限りのパーティーを楽しむことと知り、一緒に一夜限りのダンスパーティを楽しもうと宣言する。ダンスパーティーにはカミーラ・カーメンからのダンス講座もあり、ゲストもその場で参加する。
ショー後半にはミニーマウスの早着替えが見られるほか、パイロも上がる。
DATA
- 公演期間:2009年9月10日 - 11月3日
- 公演場所:ウォーターフロントパーク特設ステージ
- 公演回数:1日4回
- 公演時間:約25分
- 座席:全席指定。抽選はビリエッテリーアにて実施。当選枠には、立ち見エリアも含まれる。
- 出演キャラクター:ミッキーマウス、ミニーマウス、ドナルドダッグ、ディジーダッグ、グーフィー、チップ、デール、マーク・オーメン、カミーラ・カーメン

使用曲
- ショー開始前 - 『仮面舞踏会』より「ワルツ」
- マーク・オーメン、カミーラ・カーメンによる前説 - 『ジャズ組曲第2番舞台管弦楽のための組曲』より「ワルツ2」
- ショー本編 - 「Masquerade」、「This is the Night」、「Only Tonight」（以上、オリジナル曲）、「アンダー・ザ・シー」、「パート・オブ・ユア・ワールド」、「凱旋行進曲」
- ショー終了後 - 「真夜中、星々と君 (Midnight, the Stars and You)」（アル・ボウリーの楽曲）

##### マウスカレード・ダンス
マスカレードをモチーフに仮装したディズニーの仲間達が、マスカレードパーティを繰り広げる。
DATA
- 公演期間:2009年9月10日 - 11月3日
- 公演場所:ピアッツア・トポリーノ
- 公演回数:1日2回（9月19日以降は、1日3回）
- 公演時間:約20分

##### マウスカレード・グリーティング
仮装したディズニーの仲間たちが、あいさつを行う。
当初はハロウィーンのイベント期間中全日の公演が予定されていたが、予告などがないまま、公式サイトの9月19日以降のショースケジュールから『マウスカレード・グリーティング』の項目は削除され、9月18日をもって終了した。
なお9月19日以降は、マウスカレード・グリーティングが開催されていた時間帯にマウスカレード・ダンスが開催された。
DATA
- 公演期間:2009年9月10日 - 9月18日
- 公演場所:ピアッツア・トポリーノ
- 公演回数:1日1回
- 公演時間:20分

##### トリック・オア・ビート
トリック・オア・ビート(TRICK or TREAT BEAT)は、アマチュアの吹奏楽団と東京ディズニーシーのアトモスフィアなどに出演する東京ディズニーシー・マリタイムバンド、キッチンビートとのコラボレーション。土曜、日曜、祝日のみ開催。
DATA
- 公演場所:ドックサイドステージ
- 公演回数:1日1回

- 関連：ミュージック・フェスティバル・プログラム

##### スティッチのグリーティング
ドックサイドステージで開催される。ハロウィーンの仮装をしたスティッチと記念撮影ができるフォトロケーション。

##### アトモスフィア
ヴェネツィアマスクを付けたり、ハロウィーンにちなんだ衣装を着たアトモスフィア・エンターテイメントが登場する。
- 関連：東京ディズニーシーのアトモスフィア

### 2010年
2009年に引き続き、東京ディズニーシー(TDS)でも開催される。

#### パークワイド
2009年と同じく、両パーク共通の演目として、花火が特別演目として実施される。

#### 東京ディズニーランド

##### ウェルカム・トゥ・スプーキーヴィル
ディズニー・ハロウィーンストリート“ウェルカム・トゥ・スプーキーヴィル” (Disney's Halloween Street "Welcome to Spookyville")は、TDLの2010年ハロウィンパレードの名称。
オバケが住むと言われるハロウィーンストリートからパーティーの招待状がミッキーマウスの元に届いたため、ミッキーマウスと仲間たちはドレスアップして出かけて行く。
DATA
- 公演期間:2010年9月9日 - 10月31日
- 公演場所:パレードルート
- 公演回数:3回/1日
- 公演時間:約45分

登場キャラクター
パレードの並び順
1. エントランス
  - チップとデール
  - ハロウィーンストリートの入り口の木々をモチーフにしたフロート

2. マルシェ
  - ミニーマウス、マリー
  - 野菜や果物を取り扱う市場をモチーフにしたフロート

3. バス
  - スティッチ
  - ハロウィーンストリートを走るバスをモチーフにしたフロート

4. スカイスクレーパー
  - ミッキーマウス
  - ビルや建物といった摩天楼をモチーフにしたフロート

5. ブティック
  - デイジーダック、クラリス
  - ブティックをモチーフにしたフロート

6. カフェ
  - グーフィー、プルート
  - カフェをモチーフにしたフロート

7. 図書館
  - ドナルドダック、ヒューイ、デューイ、ルーイ
  - 積まれた書物をモチーフにしたフロート

##### トゥーンタウン・ハロウィン仮装パーティー
DATA
- 公演日:1回目2010年9月9日、2回目2010年10月21日
- 公演場所:トゥーンタウン
- 実施時間:8:00 - 9:00
- 備考:未就学児のいる家庭150組600名が抽選で招待され貸し切りパーティーに参加できる。

#### 東京ディズニーシー
イベント開催エリアを拡大し、ロストリバーデルタでもイベントが開催される。

##### ミステリアス・マスカレード (2010)
2009年とほぼ同じ。台詞、登場するダンサーの人数、役名などが一部異なる（下記参照）。2009年版では終盤に仮面を着けていなかったキャラクターも仮面を着けて再登場する。
変更点
- 司会役の名前がマーク・オーメンからミケーレ・マスカーラに変更。カミーラ・カーメンは変わらず。
- 中心の1段目の階段が無くなった。
- 司会役のカミーラ・カーメンが、自身がゴーストの仲間であることを終盤に告白する。
- 台詞や登場する出演人数が一部変更になった。
- 仮面をつけていなかったキャラクターが、仮面をつけるようになった。

DATA
- 公演期間:2010年9月9日 - 10月31日
- 公演場所:ウォーターフロントパーク特設ステージ
- 公演回数:1日4回
- 公演時間:約25分
- 座席:全席指定。抽選はビリエッテリーアにて実施。当選枠には、立ち見エリアも含まれる。

##### マウスカレード・ダンス (2010)
開催場所がリドアイルに変更された。登場キャラクターにデイジーダックが追加された。これらに伴い、演出、振り付けの変更、キャラクターを紹介する際の台詞、歌が変更されている。
DATA
- 公演期間:2010年9月9日 - 10月31日
- 公演場所:リドアイル
- 公演回数:1日4回
- 公演時間:約20分

##### チップとデールのスケルトン・フィエスタ
ロストリバーデルタ で開催されるストリート・グリーティング。フロートに乗ったチップとデール、クラリスが、フロートの前後にダンサー、バンド が登場する。
DATA
- 公演期間:2010年9月9日 - 10月31日
- 公演場所:ロストリバーデルタ
- 公演回数:1日2回 （1回目と2回目で進行方向が異なる。）
- 公演時間:約20分 （停止してのショーモードがあるわけではないので、目前を数分で通過する。）

##### ムジカ・メヒカーナ
ロストリバーデルタのミゲルズ・エルドラド・キャンティーナ内で開催される。通常のバンド演奏に加えて、チップとデール、クラリスが登場する。
月曜日、火曜日は通常のムジカ・メヒカーナに出演しているバンドではなく、メリー・ムチャチョスの演奏で行われる。
DATA
- 公演期間:2010年9月9日 - 10月31日
- 公演場所:ミゲルズ・エルドラド・キャンティーナ店内
- 公演回数:1日3回
- 公演時間:約20分

##### トリック・オア・ビート (2010)
トリック・オア・ビート(TRICK or TREAT BEAT)は、中学校、高等学校の吹奏楽部と東京ディズニーシー・マリタイムバンドとのコラボレーション。土曜、日曜のみ開催。
DATA
- 公演場所:ディズニーシープラザステージ
- 公演回数:1日1回

- 関連：ミュージック・フェスティバル・プログラム

##### スティッチのグリーティング (2010)
ザンビーニ・ブラザーズ・リストランテ裏手で開催される。ハロウィーンの仮装をしたスティッチと記念撮影ができるフォトロケーション。

##### ダッフィーのグリーティング (2010)
ドックサイドステージで開催される。ハロウィーンの仮装をしたダッフィーと記念撮影ができるフォトロケーション。

##### アトモスフィア (2010)
ヴェネツィアマスクを付けたり、ハロウィーンにちなんだ衣装を着たアトモスフィア・エンターテイメントが登場する。
- 関連：東京ディズニーシーのアトモスフィア

### 2011年
当初計画では、東京ディズニーシー(TDS)10周年企画『Be Magical!』の一環として、TDSでも2011年9月9日から10月31日の期間で開催予定であったが、東日本大震災の影響により開催中止となった。

#### 東京ディズニーランド

##### ウェルカム・トゥ・スプーキーヴィル (2011)
DATA
- 公演期間:2011年9月4日 - 10月31日
- 公演場所:パレードルート
- 公演回数:3回/1日
- 公演時間:約45分
- 出演者数:約70人
- フロート:7台

登場キャラクター
2010年に同じ。
2010年度版からの変更点
- 一部音楽に変更がある。
- フロート停止中のショーモードの踊りが変更されている。

##### スーパードゥーパー・ジャンピンタイム ハロウィーン・バージョン (2011)
内容の一部をハロウィーンバージョンにして公演。

#### 東京ディズニーシー
一部のエリア（アメリカンウォーターフロントのケープコッド、ロストリバーデルタ）でハロウィーン飾りつけが行なわれる。

##### チップとデールのスケルトン・フィエスタ (2011)
DATA
- 公演期間:2011年9月4日 - 10月31日
- 公演回数:2回/1日

2010年と同様。ムジカ・メヒカーナの開催が無くなっているので、バンドは登場しているが、ギタートリオのパレードへの参加は無くなっている。
3枚組CD『東京ディズニーシー 10th アニバーサリー ミュージック・アルバム "デラックス"』に楽曲が収録されている。

### 2012年

#### 東京ディズニーランド

##### ディズニー・ハロウィーンストリート ウェルカム・トゥ・スプーキーヴィル (2012)
2011年までとの相違点
- パレード中に使用される音楽、振り付けが変更された。また、手遊びがショーモード中からパレード中に変更された。
- ミニーマウスとマリーが乗っていたマルシェのフロート（2010年版の登場キャラクターの項を参照）には、グーフィーとマックスが乗り込んだ。なお、マックスは昨年までは登場していない。さらにマックスがディズニー・ハロウィーンのパレードに登場するのはこれが初めてであった。
- グーフィーとプルートが乗っていたカフェのフロートには、ミニーマウス、プルート、マリーが乗り込んだ。
- ミッキーマウス、ミニーマウス、グーフィー、プルート、マリーの衣装が変更された。
- 出演者のメイクの変更。
- フロートの細かい部分（キャラクターが乗っている部分の柵の形状など）が変更。

#### 東京ディズニーシー

##### ハロウィーンデイドリーム
メディテレーニアンハーバーで開催されるショー。
シリー・シンフォニーシリーズ『骸骨の踊り』をモチーフにしており、作中でも使用されているグリーグの『小人の行進』がショーでも使用される。
概要
太陽の下でカーニバルに参加したいというスケルトンたちをミッキーマウスが招待する。
マスカレードが開催されているところへ、招待されたスケルトンたちがやって来たが、その事を知らされていなかったマスカレード参加者たちは脅え、逃げまどい、ついには「ここから出ていけ」とスケルトンたちを排除しようとする。ミッキーマウスの呼びかけで、誤解も解け、改めて歓迎されたスケルトンたちは骸骨の踊りを披露し、皆もそれを踊る。願いが叶ったスケルトンたちは礼を述べ、カーニバルは続いてゆく。

##### チップとデールのスケルトン・フィエスタ (2012)
2011年まで使用されていたフロートは使用されず、チップとデール、クラリスを含め、出演者は徒歩でのパレードを行う。これに伴い、出演者数が増え、総勢30人のパレードとなった。
2011年までは1日2回の開催、それぞれでは進行方向が異なったが、2012年では2回とも同じ進行方向となる。また、パレードの終了地点は、シンドバッド・ストーリーブック・ヴォヤッジ横ではなく、ジャスミンのフライングカーペット横となりルートが短縮されている。

### 2013年
2013年9月9日から同年10月31日の期間で開催される。

#### 東京ディズニーランド

##### ハッピーハロウィーンハーベスト
「秋の収穫祭」をテーマとし、登場する7台のフロートはフェアの出展ブースをテーマとする。
DATA
- 公演期間:2013年9月8日 - 10月31日
- 公演場所:パレードルート
- 公演回数:1日2回
- 公演時間:約40分
- 出演者数:約90人
- フロート:7台

フロートの構成と登場キャラクター
ハロウィーン・フェアの楽団
- ドナルドダック、ヒューイ、デューイ、ルーイ、ホセ・キャリオカ、パンチート

ハロウィーンスウィーツショップ
- デイジーダック、クラリス、クララベル・カウ

ハロウィーンゲームコーナー
- グーフィー、マックス、ファイファー・ピッグ、フィドラー・ピッグ、プラクティカル・ピッグ

パンプキンハウス
- ミッキーマウス、プルート

巨大かぼちゃのラボラトリー
- チップ、デール、スティッチ、エンジェル

ピクニック広場
- プー、ティガー、イーヨー、ピグレット

パンプキンガールズのレビューシアター
- ミニーマウス

#### 東京ディズニーシー

##### ハロウィーンデイドリーム―スケルトンズ・サプライズ
今年もメディテレーニアンハーバーでのハロウィーンのカーニバルが開催される。今年はミッキーマウスを驚かせようと、ドナルドダックたちが去年仲良くなったスケルトンたちを巻き込んでサプライズパーティーを行うことになった。
カーニバルが始まると、レジェンド・オブ・ミシカの水上バイクや、「ミシカの伝説に登場する生き物」の船に乗ってスケルトンたちがやって来る。続いて、ドナルドダック、チップとデール、グーフィーが呼んできた海賊スケルトン、中米のスケルトン、アフリカのスケルトンがやって来てダンスを行う、最後にはメディテレーニアンハーバーに集まったゲストも巻き込んで「スケルトンダンス」を踊って、ミッキーマウスを驚かせる。
出演キャラクター
ミッキーマウス、ミニーマウス、ドナルドダック、デイジーダック、グーフィー、プルート、チップ、デール、クラリス、ピノキオ、ゼペット、マリー

##### チップとデールのスケルトン・フィエスタ (2013)
2012年と同様。
出演者が数名増加している。

##### スケルトンのストリートパーティー
アメリカンウォーターフロントのニューヨークエリアにスケルトンたちが登場し、グリーティングやパフォーマンスを行う。ウォーターフロントパーク内でミニショーを行う場合もある。
期間中は、レストラン「セイリングデイ・ブッフェ」でもスケルトンをモチーフとした料理を提供する他、スケルトンたちのグリーティングが行われる。
登場するスケルトン
S.S.コロンビア号の元乗組員という設定になっている。
- シェフ
  - ミニショーではジャグリングを披露する。

- 水兵
  - ミニショーではブレイクダンスを披露する。

- ポーター
  - ミニショーではパントマイムを披露する。

- ミュージシャン
  - ヴァイオリンを演奏する。

- シンガー
  - 唯一の女性スケルトン

### 2014年

#### 東京ディズニーランド

##### ハッピーハロウィーンハーベスト (2014)
DATA
- 公演期間:2014年9月8日 - 10月31日
- 公演場所:パレードルート
- 公演回数:1日2回
- 公演時間:約40分
- 出演者数:約90人
- フロート:7台

登場キャラクター
2013年に同じ。
2013年との相違点
- パレード停止時のショーモードの音楽、演出が変更になった。

##### スーパードゥーパー・ジャンピンタイム　(2014)
福笑いとダンスのシーンをハロウィーンバージョンにして公演。

##### ハッピーハロウィーン・アミーゴス!
ラッキーナゲット・ステージで開催される、「ラッキーナゲット・ステージ店主と音楽仲間」によるアトモスフィアショー。ゲスト参加もある。
DATA
- 公演場所:ラッキーナゲット・ステージ
- 公演回数:1日3回 - 5回
- 公演時間:約11分

登場キャラクター
- ホセ・キャリオカ
- パンチート

#### 東京ディズニーシー

##### ニューヨーク・ハロウィーン・フォリーズ
1920年代のアメリカンカルチャーをテーマに、ディズニーの仲間たちと当時生きていたスケルトンたちがゲストとともにハロウィーンパーティーを開催する。
ニューヨークの華麗なハロウィーンパーティーにミッキーマウスとミニーマウスがスケルトンたちを誘うとショーのスタート。ビッグシティ・ヴィークルに乗ったドナルドダック、デイジーダック、ファッションモデルのスケルトンたちのファッションショーをはじめ、シェフ・グーフィーとレストラン櫻の板前スケルトンやニューヨーク・デリのシェフスケルトン、ミュージシャンスケルトンによる演奏、新聞配達のマックスとスケルトンのストリートダンスが繰り広げられる。
ミッキーマウス、ミニーマウスの華麗なダンスやクラリスとシンガースケルトンのラブソングが展開されると、すべてのスケルトンとともに愉快なダンスが始まる。
しかし、スケルトンたちをよく思わないスクルージ・マクダックがみんなを困らせようとギャングのチップとデール、ちびっこギャングのスケルトンたちがどんぐりで攻撃。瞬く間にパーティーはめちゃくちゃに。
ミッキーマウスたちがギャングたちの気をそらせようとゲストたちとスケルトンダンスを踊ろうと提案。反省したスクルージとともにみんなでスケルトンダンスを踊り、華やかなフィナーレを迎える。
座り見の一部は入れ替え制。
DATA
- 公演期間:2014年9月8日 - 10月31日
- 公演場所:ウォーターフロントパーク
- 公演回数:1日3 - 4回
- 公演時間:約25分
- 出演者数:約60人

登場キャラクター
- ミッキーマウス、ミニーマウス、ドナルドダック、デイジーダック、グーフィー、マックス、チップ、デール、クラリス、スクルージ・マクダック

##### ウェルカム・スケルトン・フレンズ
リドアイルでは、ゲストともっと仲良くなりたいスケルトンたちがゲストと仲良くなるためのハロウィーンイベントを開催。
船でリドアイルに到着したスケルトンたちは、ゲストとコミュニケーションを取ろうとするが、言葉がうまく通じない。そこでスケルトンたちはディズニーの仲間たちを呼んで力を貸してもらうことにする。
リドアイルにやってきたディズニーの仲間たちは、スケルトンたちの言葉をみんなに覚えてもらうゲームを行ったり、スケルトンたちが軽快なダンスを披露する。するとゲストにも一緒に踊って欲しいという強い思いと、ゲストと手をつないだことから、スケルトンたちは人間の言葉を話しはじめる。
人間の言葉を理解したスケルトンとゲストは、本当の友達との出会いを祝い、一緒に歌い踊り、フィナーレを迎える。フィナーレの途中で音楽が停まり「ニューヨーク・ハロウィーン・フォリーズ」の予告アナウンスが流れると、ディズニーの仲間たちは、大慌てで船に乗ってニューヨーク・ハロウィーン・フォリーズの準備に向かう。
DATA
- 公演場所:リドアイル
- 公演回数:1日3回
- 公演時間:約20分
- 出演者数:約30人

登場キャラクター
- ミッキーマウス、ミニーマウス、ドナルドダック、デイジーダック、グーフィー、プルート、チップ、デール、クラリス

##### チップとデールのスケルトンフィエスタ (2014)
DATA
- 公演期間:2014年9月8日 - 10月31日
- 公演場所:ロストリバーデルタ（出発地点はポートディスカバリー）
- 公演回数:1日3回
- 公演時間:約15分
- 出演者数:約35人

登場キャラクター
- チップ、デール、クラリス

2013年との相違点
- 新たにスケルトン（2013年の「ハロウィーンデイドリーム―スケルトンズ・サプライズ」に登場したスケルトンと同デザイン）がパレードに加わっている。
- パレード時の音楽（主にダンスのパート）に変更箇所があり、踊りも変更されている。

##### スケルトンのストリートパーティー (2014)
2014年はアメリカンウォーターフロント、メディテレーニアンハーバーとロストリバーデルタで開催された。また、出演するスケルトンの種類が増加している。
出演するスケルトン
- 水兵(ニコラス)
- ポーター(アーロン)
- シェフ(ロバート)
- シンガー(ヴィクトリア)、ミュージシャン(ベンジャミン)（ヴァイオリン）
  - アメリカンウォーターフロント屋外だけではなく、セイリングデイ・ブッフェ店内にも登場する。

- 画家(ラファエロ)
  - その場で絵を描き、描いた絵をゲストにプレゼントする。

- 犬を散歩させているセレブ(キャリー)
- ガイドツアーを楽しむスケルトンの家族
  - 祖父、祖母、父、母、息子の3世代の5人(順にケント、ルイス、ルー、マリリン、ベイブ)

- 工事作業を行うスケルトン(服の色が青ロビン、橙ビッグジョン、緑リトルジョン、赤ウィル、紫シーガニー)
  - メディテレーニアンハーバーに登場。楽器の演奏やアクロバットのパフォーマンスを繰り広げる。

- 墓泥棒と墓守(ハギート、オーデヒ)
  - ロストリバーデルタの屋外とユカタンベースキャンプグリルの店内に登場する。

### 2015年
2015年9月8日から同年11月1日まで開催される。
東京ディズニーランドでは、9月8日から9月14日までと、10月26日から11月1日までの期間で、中学生以上の一般ゲストもディズニーキャラクターの全身仮装をしての入園が可能となっている。また、東京ディズニーシーでも9月15日から9月17日の期間はディズニーキャラクターの全身仮装をしての入園が可能となった。TDSでの全身仮装での入園許可は本年が最初となる。
また、小学生以下の全身仮装及び、前述のちょこっと仮装はイベント全日で可能である。

#### 東京ディズニーランド

##### ハッピーハロウィーンハーベスト (2015)
“ハロウィーン・フェア”は2014年と同様であるが、2015年は収穫されたカボチャなどの野菜や果実から作られた「おかしなお菓子」をモチーフとする。
パレードが停止して行われる“ショーモード”では、「お菓子を美味しくする“おまじない”」を一緒に唱えたり、手遊びをして参加できる。
DATA
- 公演期間:2015年9月8日 - 11月1日
- 公演場所:パレードルート
- 公演回数:1日2回
- 公演時間:約40分
- 出演者数:約90人
- フロート:7台

フロートの構成と登場キャラクター
『パンプキンケーキショー』を公演するレビューシアター
- ミニーマウス

ハロウィーンスウィーツショップ
- デイジーダック、クラリス、クララベル・カウ

ハロウィーンゲームコーナー
- グーフィー、マックス、ファイファー・ピッグ、フィドラー・ピッグ、プラクティカル・ピッグ

ミッキーズ・ハーベスト・カフェ
- ミッキーマウス、プルート

巨大かぼちゃのラボラトリー
- チップ、デール、スティッチ、エンジェル

ピクニック広場
- プー、ティガー、イーヨー、ピグレット

“ハロウィーン・フェア”の音楽団
- ドナルドダック、ヒューイ、デューイ、ルーイ、ホセ・キャリオカ、パンチート

2014年との相違点
- 前述のとおり、ミニーマウスの乗るフロートと、ドナルドダックらが乗るフロートの順番が逆となる。
- ミッキーマウス、ミニーマウス、プルートの衣装変更。
- ハロウィーンスウィーツショップ・フロートに「こひつじのダニー」 の装飾が追加。
- パレード音楽の変更。

##### スーパードゥーパー・ジャンピンタイム (2015)
福笑いとダンスのシーンをハロウィーンバージョンにして公演。

#### 東京ディズニーシー
東京ディズニーシーでは“ヴィランズ一色の、クールで妖しいハロウィーン”をテーマとして、ディズニー・ヴィランズを主役にした新規のショーが開催され、ディズニーヴィランズの特徴的なアイコンを用いたデコレーションが施された。
また、東京メトロ丸ノ内線新宿駅、銀座線、丸ノ内線の車内で本イベントの宣伝が行われた。

##### ザ・ヴィランズ・ワールド
マレフィセントをはじめとする6人のヴィランズがハロウィーン・パーティーを開催することになった。ヴィランズに招待されたミッキーマウスたちは、ヴィランズに敬意を表して、それぞれのヴィランズをイメージしたコスチュームで登場する。
メディテレーニアンハーバーにヴィランズが乗ったバージが登場し、マレフィセントがパーティーの開幕を宣言すると、ヴィランズは自分の魅力をアピールするパフォーマンスを披露し始める。ヴィランズ達からパーティーの招待状をもらったディズニーの仲間たちが登場し、パーティーのお礼にと、ゲストにダンスのレクチャーを行い、フィナーレは出演者、ゲストとともに音楽に乗せてダンスを踊る。
DATA
- 公演期間:2015年9月8日 - 11月1日
- 公演場所:メディテレーニアンハーバー
- 公演回数:1日3回
- 公演時間:約25分
- 出演者数:約120人
- バージ台数:5台

登場キャラクター
ディズニー・ヴィランズ - 招待されたキャラクター
- ウィックド・クイーン（白雪姫） - ミニーマウス
- フック船長、ミスター・スミー （ピーター・パン）- ミッキーマウス、プルート
- ハデス、ペイン、パニック（ヘラクレス） - ドナルドダック、チップ、デール
- ジャファー（アラジン） - グーフィー
- マレフィセント（眠れる森の美女） - クラリス
- アースラ（リトル・マーメイド） - デイジーダック

##### スペシャルプログラム

###### ヴィランズ・ハロウィーン・パーティー
アメリカンウォーターフロントで行われるプログラム。
ヴィランズの力で魅力的な人間に変身したヴィランズの手下によるグリーティングやファッションチェックをするアトモスティアショーが開催される。
ヴィランズのデコレーションも施される。
リクルーティング
司会のミスターV、助手のミス・スキャターとリクルーターとなった手下6人が選んだゲストをヴィランズの仲間に引き込むべくいっしょにポーズを取る。
DATA
- 公演期間:2015年9月8日 - 11月1日
- 公演場所:アメリカンウォーターフロント／ウォーターフロントパーク
- 公演回数:1日1回
- 出演者数:8人※登場するキャラクターの組み合わせは日によって変わる。

セイリングデイ・ブッフェでのリクルーティング
DATA
- 公演期間:2015年9月8日 - 11月1日
- 公演場所:セイリングデイ・ブッフェ
- 公演回数:1日5回
- 出演者数:8人※登場するキャラクターの組み合わせは日によって変わる。

ファッションチェック
司会はリクルーティングの Mr.V、助手の Ms.スキャターがゲストのファッションをチェックし、ヴィランズにふさわしいコーディネートとなるようにファッションチェックを行う。
DATA
- 公演期間:2015年9月8日 - 11月1日
- 公演場所:アメリカンウォーターフロント／ニューヨークエリア
- 公演回数:1日5回
- 出演者数:2人

| 手下の名前           | マスター名                               | マスターの登場作品 | パークデビュー日 |
| -------------------- | ---------------------------------------- | ------------------ | ---------------- |
| アップルポイズン     | ウイックド・クイーン(イービル・クイーン) | 白雪姫             | 9/7              |
| ヴェール             | クロード・フロロー                       | ノートルダムの鐘   | 9/8              |
| エイトフットのジョー | アースラ                                 | リトル・マーメイド | 9/11             |
| ジャックハート       | クイーン・オブ・ハート                   | ふしぎの国のアリス | 9/7              |
| Mr.・ダルメシア      | クルエラ・ド・ビル                       | 101匹わんちゃん    | 9/8              |
| Ms.・ハーデス        | ハデス                                   | ヘラクレス         | 9/7              |
| ファージャ           | ジャファー                               | アラジン           | 9/8              |
| プリティ・スカー     | スカー                                   | ライオン・キング   | 9/7              |
| ホック               | フック船長                               | ピーター・パン     | 9/7              |
| マルフィ             | マレフィセント                           | 眠れる森の美女     | 9/7              |

###### カスバ・マジックトリート
アラビアンコーストで行われるプログラム。
レストラン「カスバ・フードコート」では「マジックランプシアター」に登場するキャラクター、シャバーンとアシームや、黒魔術師、アラビア最強のマジシャンによるマジックを楽しめる。
また、ディズニー映画『アラジン』に登場するヴィランのジャファーのデコレーションも施される。
宮廷内でのアトモスフィアショー
ジャファーや「マジックランプシアター」に登場するシャバーンとアシームに加え、黒魔術師、マジシャンたちがマジックを披露する。
DATA
- 公演期間:2015年9月8日 - 11月1日
- 公演場所:アラビアンコースト
- 公演回数:1日1回
- 出演者数:7人

カスバ・フードコートでのアトモスフィアショー
3組のマジシャンが各テーブルを回り、テーブルマジックを披露する。
DATA
- 公演期間:2015年9月8日 - 11月1日
- 公演場所:カスバ・フードコート
- 公演回数:1日5回
- 出演者数:6人

### 2016年
開催期間
2016年9月9日 - 10月31日

#### 東京ディズニーランド
本年は“ハロウィーン・ミュージックフェスティバル”にテーマを一新し、開催された。
エンターテイメント
ハロウィーン・ポップンライブ
パレードの主催者であるグーフィーを先頭に、ディズニーの仲間たちとおばけやスケルトンなどといったハロウィーンのエンターテイメントのスターたちが、ゲストを巻き込み、様々な音楽ジャンルのパフォーマンスを繰り広げるパレード。パンプキンやスケルトンなどをモチーフとしたフロートからは、ポップスやラテン、ロックといった個性豊かなハロウィーンの音楽が鳴り響く。
パレードは途中9ヶ所で停止し、ゲストがディズニーの仲間たちと一緒に、リズミカルで軽快な音楽に合わせてタオルを振ったり、ダンスや手拍子をしたりするショーモードになる。
公演情報
- 公演場所:パレードルート
- 公演回数:1日2回
- 公演時間:約50分
- 出演者数:約90人
- フロートの数:6台

パレード構成と登場キャラクター
1. ミッキーマウスたちとコウモリによるとびきりクールなクラブステージ
  - ミッキーマウス、マックス

2. チップとデールたちがスケルトンと共演する愉快なジャズステージ
  - チップ、デール、プルート

3. 三匹の子ぶたと蘇ったアイドルマミーたちによる、かわいいポップスステージ
  - ファイファー・ピッグ、フィドラー・ピッグ、プラクティカル・ピッグ

4. ドナルドダックたちがカボチャでできた楽器を演奏する底抜けに陽気なステージ
  - ドナルドダック、ヒューイ、デューイ、ルーイ

5. スティッチ率いる黒猫バンドによるはちゃめちゃ楽しいロックステージ
  - スティッチ、エンジェル

6. ミニーマウスたちが魔女と歌う怪しくも華麗なコーラスステージ
  - ミニーマウス、デイジーダック、クラリス

#### 東京ディズニーシー
本年も“クールで怪しいハロウィーン”をテーマに開催された。
エンターテイメント
ザ・ヴィランズ・ワールド〜ウィッシュ・アンド・ディザイア〜
2015年版からの変更点
- ショー終盤に、東京ディズニーシー15周年のテーマ―ソングが流れ、ミッキーたちがそれぞれの願いを語り合うシーンが追加された。
- デイジーダック、クラリスが上陸しなくなった。
- カイトを使用した演出が追加された。

公演情報
- 公演場所:メディテレーニアンハーバー
- 公演回数:1日2回
- 公演時間:約25分
- 出演者数:約120人
- 船の数:5隻

登場キャラクター
- 2015年版と同じ

スペシャルプログラム
ヴィランズ・ハロウィーン・パーティー
2015年版からの変更点
- ウォーターフロントパークのみではなく、ディズニーシー・プラザのステージでも開催された。
- セイリングデイ・ブッフェ店内での開催は無くなった。

「リクルーティング」
2015年版と同じ。
「ファッションチェック」
2015年は「リクルーティング」のミスター・V、ミス・スキャターが司会進行を務めていたが、2016年はヴィランズ界のファッションデザイナーのミス・ヴィーラとヴィランズ界のコーディネーターのミスター・ポライトが司会進行を務める。
カスバ・マジックトリート
2015年版からの変更点
- 一部出演キャラクターが変更となった

### 2017年
開催期間
2017年9月8日 - 10月31日

#### 東京ディズニーランド
本年も“ハロウィーン・ミュージックフェスティバル”をテーマに開催された。
エンターテイメント
ハロウィーン・ポップンライブ
2016年版からの変更点
- パレードの音楽が変更された。
- ミッキーマウス、マックス、ミニーマウス、デイジーダック、クラリスの衣装が変更された。
- 停止が7ヵ所に減少した。
- 一部フロートにMCが登場した。
- フロートの順番が変更された。

公演情報
- 公演場所:パレードルート
- 公演回数:1日2回
- 公演時間:約45分
- 出演者数:約95人
- フロートの数:6台

パレード構成と登場キャラクター
1. ミッキーマウスたちとコウモリによるとびきりクールなクラブステージ
  - ミッキーマウス、マックス

2. 三匹の子ぶたと蘇ったアイドルマミーたちによる、かわいいポップスステージ
  - ファイファー・ピッグ、フィドラー・ピッグ、プラクティカル・ピッグ

3. チップとデールたちがスケルトンと共演する愉快なジャズステージ
  - チップ、デール、プルート

4. ドナルドダックたちがカボチャでできた楽器を演奏する底抜けに陽気なステージ
  - ドナルドダック、ヒューイ、デューイ、ルーイ

5. スティッチ率いる黒猫バンドによるはちゃめちゃ楽しいロックステージ
  - スティッチ、エンジェル

6. ミニーマウスたちが魔女と歌う怪しくも華麗なコーラスステージ
  - ミニーマウス、デイジーダック、クラリス スーパードゥーパー・ジャンピンタイム

ハロウィーンバージョンにて公演。
アトモスフィア
一部のアトモスフィアがハロウィーン要素を加えた演目となった。
- 東京ディズニーランドバンド
  - メインパレード「ハロウィーン・ポップンライブ」の曲を演奏。

- バイシクルピアノ
- ワイルドウエスト・チャンス
- ラウンドアップ＆プレイ
- オーパス・ファイブ
- ファン・メンテナンス
- ウェルカムフラワーバンド
- ジップンズーム・ガイドツアー
  - 「ハロウィーン・ポップンライブ」に関する演目を実施。

スペシャルプログラム
ディズニー・ハロウィーン・ファン・アンド・ラン
東京ディズニーランドでは初開催となる、パーク内を走るイベント。2017年10月9日の開園前に有料で実施された。事前申し込みが必要で、当選者のみ参加できた。
特別企画
ハロウィーンイベントの前日となる2017年9月7日の通常営業時間前に、ミッキーマウスまたはミニーマウスの仮装をするゲスト500名がシンデレラ城の前に集合し、ダンスや記念撮影を行った。

#### 東京ディズニーシー
本年も“クールで怪しいハロウィーン”をテーマに開催された。
エンターテイメント
ザ・ヴィランズ・ワールド
2015年版からの変更点
- ショー終盤にアクアボードを使用した演出が追加された。

公演情報
- 公演場所:メディテレーニアンハーバー
- 公演回数:1日3回
- 公演時間:約25分
- 出演者数:約120人
- 船の数:5隻

登場キャラクター
- 2015年版と同じ

スペシャルプログラム
ヴィランズ・ハロウィーン・パーティー
2016年版からの変更点
- ウォーターフロントパークのみで開催された。

「リクルーティング」
2016年版と同じ。
「ワンポイント講座」
2016年の「ファッションチェック」と同様だが、アイテムを身に着けたゲストは手下といっしょにレッドカーペットが敷かれたランウェイをウォーキングする。
カスバ・マジックトリート
内容は2015年版と同じである。

#### パークワイド
ナイトハイ・ハロウィーン

### 2018年
開催期間
2018年9月11日 - 10月31日

#### 東京ディズニーランド
本年は、ゴーストたちが披露する“ゴースト流の東京ディズニーランド”にテーマを一新し、開催された。
エンターテイメント
スプーキー"Boo!"パレード
新しい仲間を探しているゴーストたちが奇妙で魅力的に変身させた“ゴースト流の東京ディズニーランド”にディズニーの仲間たちやゲストを招待して繰り広げられるパレード。各フロートは、“ゴースト流の東京ディズニーランド”のアトラクションやテーマランドをイメージしている。
トゥーンタウンをスタートしたパレードは、プラザ、ウエスタンランド/ファンタジーランドの2ヶ所で停止し、ディズニーの仲間たちがゴーストの仲間入りをし、ゴーストたちが新しい仲間の誕生を祝って、奇妙で盛大な祝祭を繰り広げるショーモードになる。また、プラザの停止では、ディズニーの仲間たちのコスチュームがゴースト仕様に様変わりする。
公演情報
- 公演場所:パレードルート
- 公演回数:1日2回
- 公演時間:約45分
- 出演者数:約95人
- フロートの数:6台

パレード構成と登場キャラクター
1. スケルトンが運行するウエスタンリバー鉄道をイメージしたフロート
  - マックス、ヒューイ、デューイ、ルーイ、ホーレス・ホースカラー、クララベル・カウ

2. 巨大な蛇や奇怪な鳥たちの集うアドベンチャーランドをイメージしたフロート
  - グーフィー、プルート

3. お墓だらけのシンデレラ城をイメージしたフロート
  - ミッキーマウス

4. 黒い木馬やかぼちゃのティーカップが回るファンタジーランドをイメージしたフロート
  - ミニーマウス、クラリス

5. 奇怪なクマたちが船上でコンサートを行うカントリーベア・シアターと蒸気船マークトウェイン号をイメージしたフロート
  - ドナルドダック、デイジーダック

6. かぼちゃに乗り移ったゴーストの小動物たちが暮らすクリッターカントリーをイメージしたフロート
  - チップ、デール

デコレーション
セレブレーションストリート
これまでの「ディズニー・ハロウィーン」の代表的な音楽が流れる中、ゴーストやスケルトン、かぼちゃ、ディズニー・ヴィランズが映し出されるハロウィーンバージョンで実施された。

#### 東京ディズニーシー
本年も"クールで怪しいハロウィーン"をテーマに開催された。
エンターテイメント
ザ・ヴィランズ・ワールド
内容は2017年版と同じである。
公演情報
- 公演場所:メディテレーニアンハーバー
- 公演回数:1日2回
- 公演時間:約25分
- 出演者数:約120人
- 船の数:5隻

登場キャラクター
- 2015年版と同じ

スペシャルプログラム
ヴィランズ・ハロウィーン・パーティー
2016年同様ウォーターフロントパークでのみ実施。「リクルーティング」のみ1日6回実施。Ms.ヴィーラ、Mr.ポライトを除く12キャラクターが出演した。
カスバ・マジックトリート
2017年版からの変更点
- 「カスバ・フードコート」の店内のみの実施となった。

### 2019年
開催期間
2019年9月10日 - 10月31日
同年9月9日にプレスプレビューを実施。

#### 東京ディズニーランド
2018年に引き続き、ゴーストたちが披露する“ゴースト流の東京ディズニーランド”がテーマ。
エンターテイメント
スプーキー"Boo!"パレード
2018年との変更点は以下の通り。
- ミッキーマウス、ミニーマウスの衣装変更。
- ファンタジーランドからスタートしプラザ1か所で停止。
- 出演者数が約100名に。

アトモスフィア・エンターテイメント
TDLバンドがハロウィーンバージョンで公演。
スペシャルグッズ
「スプーキー“Boo!”パレード」をモチーフにしたものなど約60種類、9月2日より販売。
スペシャルメニュー
限定メニューを約15種類、9月2日より販売。

#### 東京ディズニーシー
“ダークで妖しいハロウィーン”にテーマを一新。
エンターテイメント
フェスティバル・オブ・ミスティーク
かつて行われていたハロウィーンの祝祭を復活させようとある美女たちが提案。しかし、正体は海の魔女であり魔王復活のために祭りを利用していたのであった。ミッキーマウスが捕らわれてしまう中、魔王の復活を阻止すべくディズニーの仲間たちで海の魔女たちに立ち向かっていく。
公演情報
- 公演場所：メディテレーニアンハーバー
- 公演回数：1日3回
- 公演時間：約25分
- 出演者数：約100名
- 船の数：5隻
- 出演キャラクター：ミッキーマウス、ミニーマウス、ドナルドダック、デイジーダック、グーフィー、プルート、チップ、デール、クラリス

スペシャルグッズ
「フェスティバル・オブ・ミスティーク」をモチーフにしたグッズを約60種販売。9月2日より販売。
スペシャルメニュー
限定メニューを約15種類、9月2日より販売。

#### 両パーク共通
エンターテイメント
ナイト・ハイ・ハロウィーン

スペシャルグッズ
両パーク共通のグッズとして約60種類販売。9月2日より販売。
ディズニー仮装プラス
仮装をより楽しめる有料プログラム。

#### ディズニーホテル
レストランとラウンジでハロウィーン限定メニューを販売。

#### ディズニーリゾートライン
ハロウィーン限定デザインのフリーきっぷを販売。

### 2020年
東京ディズニーランドおよび東京ディズニーシーにて2020年9月11日（金） - 11月1日（日）の期間でイベントを実施予定であった。新型コロナウイルス感染症の影響により中止となった。

### 2021年
スペシャルイベントとしての開催はなし。ただし、東京ディズニーランドでは2021年9月15日（水）から10月31日（日）の期間で「ミッキー&フレンズのグリーティングパレード」をハロウィーンバージョンとして公演する。
仮装については10月25日（月）から29日（金）の期間限定で、東京ディズニーランドへ通常の開園時間前より入園できる「ハロウィーンモーニング・パスポート」を発売。当該パスポートを購入の上通常の開園時間前までに入園したゲストのみがフル仮装可能となる。
また「ハロウィーンモーニング・パスポート」営業時間中限定でのパレード「ミッキーのグリーティングパレード・ウィズ・ヴィランズ」の公演や入園時の記念品のプレゼントも行われる。

## デコレーション
TDL
毎年、イベント開催期間中にはパークのあちこちにカボチャやゴーストなどのデコレーションが施される。ウエスタンランド、ファンタジーランド、トゥーンタウンが中心。
TDS
TDLとは違い、異国情緒溢れる華やかな装飾がメディテレーニアンハーバーとアメリカンウォーターフロント中心に施される。仮面・蜘蛛の巣など中世ヨーロッパをイメージした装飾となっている。
アメリカンウォーターフロントのケープコッドでは、大きなカボチャや黒ネコ、魔女といった（ディズニー要素の薄い）ハロウィーンの飾り付けが2008年からされている。2010年からは、ダッフィーの飾り付けも行われるようになった。
ロストリバーデルタ（2010年 - 2014年）では、死者の日をモチーフとして、マリーゴールドや果物を飾った祭壇や、骸骨をかたどった装飾がなされる。

## その他
- 2004年からハロウィンイベント及びクリスマスイベント期間から年末年始期間にかけて、ファンタジーランドにあるアトラクション「ホーンテッドマンション」がディズニー映画『ナイトメアー・ビフォア・クリスマス』を基にした「ホーンテッドマンション "ホリデーナイトメアー"」バージョンにリニューアルされる。このバージョンでは「ホーンテッドマンション」内にジャック・スケリントンやサリーが登場する。
- 2014年、2015年は、期間中「ウエスタンランド・シューティングギャラリーの10発命中でもらえるバッジが「ハロウィーン・フェア」のグーフィーとなる。